# Cladopus javanicus
Cladopus javanicus là một loài thực vật có hoa trong họ Podostemaceae. Loài này được M.Kato & Hambali mô tả khoa học đầu tiên năm 2001.